# Legendy i latte
Legendy i latte: opowieść heroiczna o sprawach przyziemnych (ang. Legends & Lattes: A Novel of High Fantasy and Low Stakes) – amerykańska powieść fantasy autorstwa Travisa Baldree. Ukazała się w lutym 2022 nakładem Cryptid Press. Drugie wydanie pojawiło się w listopadzie 2022, a jego wydawcą był Tor Books. Zostało ono wzbogacone o opowiadanie „Szpila. Historia z Legend i Latte” (ang. Pages to Fill: A Legends & Lattes Story). Polskie wydanie ukazało się 22 marca 2023 nakładem wydawnictwa Insignis w tłumaczeniu Piotra W. Cholewy.
Powieść zdobyła nominację do nagrody portalu Goodreads Choice Award 2022 dla najlepszej powieści fantasy, oraz do nagród Nebula i Hugo za 2022 w kategorii najlepsza powieść.

## Fabuła
Orczyca, wojowniczka i najemniczka Viv od lat zarabia na życie jako członek grupy poszukiwaczy przygód, w której znajduje się również dandys i elf Fennus, krasnolud Roon, wróż Taivus oraz gnom Gallina. Bohaterka podejmuje jednak decyzje o rezygnacji z przygód i otwarciu własnej kawiarni. Po jednej z przygód Viv opuszcza więc grupę.
Mając ze sobą kamień zdobyty w trakcie ostatniej przygody, który podobno przynosi szczęście właścicielowi, wyrusza do miasta Thune. Tam kupuje opuszczoną stajnię. Zakopuje w niej kamień i zaczyna realizować swoje marzenia. Rekrutuje stolarza hobgoblina o imieniu Katastrofa (Kat), który pomaga przemienić jej stajnię w lokal oraz uzdolnioną artystycznie Tandri, która ma pomagać jej w obsłudze gości. Nowo zatrudniona kobieta jest sukuubem. Zatrudnia również uzdolnionego piekarza i barda. 
Po spokojnym początku kawiarnia szybko staje się bardzo popularna w mieście.

## Odbiór
Według „Publishers Weekly” jest to pozytywna książka.. Książka została również pochwalona przez Sarah Rice w „Booklist”, uważając, że powieść ma pozytywne przesłanie związane z przeciwstawianiem się ze społecznym stereotypom. Porównuje również historię do Świata Dysku Pratchetta.
Tomasz Lisek napisał recenzję tej powieści dla Poltera. Została ona oceniona na 7 w 10-punktowej skali. Recenzent pochwalił przyjemną fabułę, ale skomentował negatywnie całą postać antagonisty i jego wpływ na fabułę.